# 马塞尔·阮
马塞尔·阮（德語：Marcel Nguyen，1987年9月8日—），越名阮文明福龙，有其他譯名如阮馬素、阮馬斯等等。全名馬塞爾·文明福龍·阮，是一位德越混血的体操运动员和德國聯邦國防軍陸軍現役士官。他代表德国队参加了2012年夏季奧林匹克運動會的男子全能，以及自由體操和雙槓。

## 運動生涯
馬塞爾·阮出生於西德巴伐利亞州慕尼黑市，父親是德籍越僑阮文乐，母親是德國人，姊姊名丹尼絲·阮（越名阮美琪）。他4歲開始學習體操，7歲時他的體育天份被發掘，加入了拜仁州TSV溫特哈慶運動俱樂部，由查德·荷里任教。1995年他轉到慕尼克國家競賽中心改由庫爾特·施利亞擔任教練。1997年，他成為重點培訓運動員，由安德烈亞斯·赫希和德安斯·米納執教，他迅速由D級升到了B級運動員。
自2002年起，他開始為少年國家隊比賽，就讀伊薩爾河泮的精英體育學校慕尼黑體育高中。2005年馬塞爾·阮為德國體操少年組冠軍、雙槓亞軍、吊環季軍，同年他參加墨爾本世錦賽男子組，雙槓獲得第16名。一年後他轉到斯圖加特的體育寄宿學校，由阿納托利·加莫斯基和克勞斯·力奇訓練，為在奧胡斯的2006年世界錦標賽上備戰，得到第七名成績。2007年7月以來，馬塞爾·阮是德國聯邦國防軍體育促進團團員。
馬塞爾·阮受訪問時表示，他的原籍不是重要的事，最重要是個人努力，他並不關心他人的看法，努力的動機是想證明自己，以此可以克服一切障礙。他的興趣是打高爾夫球和跟他兩隻寵物貓玩耍。他的上胸紋了一句英文刺青「痛苦是短暫的，榮譽是永恆的」（Pain is temporary, Pride is forever），不過他在奧運比賽卻遇到麻煩，皆因刺青比例太大，而體操服遮掩不到，奧委會要求遮掩刺青以免影響其他選手。德國隊發言人克裡斯蒂安·克勞表示：「只有宗教或是政治資訊才會被禁止，普通的紋身是沒有問題的。他不必遮掉自己的紋身。」但馬塞爾·阮仍是決定用遮瑕粉來遮掩刺青比賽。
在2012年奧運體操男子個人全能比賽後，馬塞爾·阮因為其出眾的外表而網絡爆紅，他的個人網頁和Facebook被萬多名的網民洗板。他的姊姊丹尼絲·阮也專程為他開了新浪微博，與大中華地區的網民聯繫。
在2016年里約奧運中，提交了雙槓項目的新動作申請，並在男子團體賽中完成動作，將該動作以自己的名字命名為 The Nguyen。

## 國家及國際賽
2006年世界錦標賽後，馬塞爾·阮返回慕尼黑體育高中並在2007年6月畢業。幾個月後，他參加斯圖加特的世錦賽，獲得了一面銅牌，意味著獲得加入2008年夏季奧林匹克運動會德國代表團的資格。他年底在東京世錦賽得到自由體操第三名。
馬塞爾·阮於2008年洛桑歐洲體操錦標賽為德國隊得到第二名。在北京奧運會中，他是奧運體操隊成員，德國隊在銅牌戰被美國擊敗。2009年，馬塞爾·阮贏得最大的成功，在斯圖加特勝得冠軍獎杯，在隨後在同一年，他還與他代表的德甲俱樂部贏得對手KTV士哈緩克運動俱樂部。
2010年在伯明翰的歐洲錦標賽，馬塞爾·阮成為首次贏得冠軍的德國隊成員。同年，他缺席在2010年鹿特丹世界體操錦標賽男子全能比賽，因為他在之前的國際比賽中腓骨受傷。
他在2011柏林歐洲體操錦標賽單杠獲得銅牌、雙杠項目上獲得金牌，繼1955年赫爾穆特·班茨奪得金牌之後，成為第二位獲此殊榮的德國人。一年後，馬塞爾·阮在2012年蒙彼利埃歐洲錦標賽上衛冕雙杠冠軍。
馬塞爾·阮於2012年夏季奥林匹克运动会體操男子個人全能比賽和體操男子雙杠比賽中得到銀牌，繼1936年阿爾弗雷德·施瓦茨曼獲得金牌和康拉德·弗雷獲得銅牌之外，第三位德國人獲得奧運會男子個人全能比賽獎牌，是現今運動生涯的高峰。

## 外部連結
- .   [2012-08-01]. （原始内容存档于2013-05-22） （德语）.
- 馬塞爾·阮的Facebook專頁
- 馬塞爾·阮的X（前Twitter）
- 馬塞爾·阮的新浪微博